# Sudbinom predodređen susret (Naruto epizoda)
Sudbinom predodređen susret je epizoda animea Naruto Shippuden. Ovo je 13. epizoda 1. sezone.

## Radnja
Borba između Tima Guy i Kisamea Hoshigakija počinje. Guy se, unatoč Kisameovom naporu, ne može prisjetiti imena svog protivnika. Kisame ga na to izvrijeđa te napada. Guy i njegov tim suprotstavljaju se Kisameu, no za sada ne postižu neke rezultate.
U međuvremenu, Tim Kakashi i Chiyo sukobljavaju se s Itachijem. Chiyo Narutu i Sakuri objašnjava osnove borbe s genjutsu korisnikom te kako ga nadjačati, no Kakashi se upliće govoreći kako im uobičajena taktika za genjutsue neće pomoći protiv Sharingana. Kakashi također otkriva svoje saznanje o Mangekyo Sharinganu, kojeg Itachi koristi, i o posljedicama koje nosi njegova uporaba. Kakashi otkriva da Mangekyo Sharingan nije samo Itachijeva prednost, već i slabost.
U međuvremenu, Timu Guy teško pada borba na vodi s Kisameom. Guy se još uvijek ne može prisjetiti njegova imena. Kisame stvara vodene klonove te zarobljava Ten Ten, Rock Leeja i Nejija u kavez oblika vodene kugle. Tako je Guy ubrzo ostavljen da se sam bori protiv Kisamea.
Kakashi zamoli Naruta da ostane na mjestu dok on napada, što Naruta podsjeća na sličnu situaciju u kojoj je Tim 7 morao ostati u pripravnosti, dok se Kakshi borio. Naruto protestira, na što mu Kakashi bolje objašnjava situaciju: Naruto bi ovaj put trebao dodatno naasti Itachija odmah iza Kakashija te ga tako zbuniti i svladati. Naruto, iznenađen promjenom u taktici, pristaje. Kakashi napada Itachija s Narutom malo udaljenog od njega. Naruto s Rasenganom kreće na Itachija i pogađa njegovu sjenu klona. Pridigavši se i pogledavši oko sebe, Naruto ugleda svoje saveznike umirući na zemlji. Kratko nakon toga, njegovi se saveznici pretvaraju u tri Itachija.